# 巴拿马隆胎鳚
巴拿馬隆胎鳚（學名：Emblemaria piratica），為輻鰭魚綱鳚形目煙管鳚科隆胎鳚屬的一種，分布於中太平洋東部墨西哥南部到巴拿馬海域，深度5至30公尺，本魚體延長，頭短鈍，無刺，吻部有2條縱脊，口腔頂部兩側各有1排牙齒，眼上有1對觸鬚，鼻孔有短鬚，無側線、無鱗片，背鰭硬棘20-21枚、背鰭軟條13-14枚，雄魚背鰭前端大，呈帆狀，雄魚頭部呈深棕色，身體呈淺棕色，側面有淡棕色條紋和白色斑點，雄魚背鰭前部呈黑色，在斜黑帶之間有寬闊的黃色或紅色區域，雌魚通常顏色較淺，有點半透明，中間有一排棕色斑點和許多白色斑點，體長可達4公分，棲息在沙石底質海域，通常躲在空的蠕蟲管中，以浮游動物為食，雌魚產附著性卵，由雄魚守護魚卵，生活習性不明。